# Rindera tetraspis
Rindera tetraspis är en strävbladig växtart som beskrevs av Pallas. Rindera tetraspis ingår i släktet Rindera och familjen strävbladiga växter. Inga underarter finns listade i Catalogue of Life.